# Стрельба в Амурском колледже строительства и ЖКХ
Стрельба в Амурском колледже строительства и ЖКХ — убийство, произошедшее 14 ноября 2019 года. В результате стрельбы погиб один студент, нападавший совершил самоубийство; пострадали ещё 3 человека.

## Ход событий
14 ноября 2019 примерно в 10:16 по местному времени студент Даниил Засорин с опозданием пришёл на занятия, из-за чего преподаватель попросила его выйти из аудитории. Он вышел, однако спустя некоторое время вернулся, спрятав оружие под верхней одеждой. Студент начал курить прямо в коридоре учебного заведения, а когда ему сделали замечание — достал пятизарядное ружьё ИЖ-81 и открыл огонь. Очевидцы происшествия бросились на улицу, где в это время патрулировали местность сотрудники ГИБДД. Прибыв на место стрельбы, полицейские увидели на втором этаже молодого человека с ружьём. Последний несколько раз выстрелил в сторону правоохранителей. Полицейские открыли ответный огонь, ранив нападавшего (в бедро, а также в левое и правое плечо). Путём блокирования стрелка в одной из аудиторий был обеспечен выход студентов и преподавателей из колледжа.
Впоследствии устроивший перестрелку студент покончил жизнь самоубийством.
Предварительной причиной случившихся событий в УМВД России по Амурской области назвали конфликт между сверстниками.

## Расследование
Следственный комитет по Амурской области по факту происшествия возбудил уголовное дело по признакам преступления, предусмотренного п.п. «а», «и» ч. 2 ст. 105 УК РФ (убийство двух лиц, совершенное из хулиганских побуждений). Александр Бастрыкин дал указание в рамках расследования проверить организацию в учебном заведении системы охраны, а также дать оценку действиям всех должностных лиц колледжа и установить причины, способствовавшие совершению учащимся преступления.
В отношении сотрудников частной охранной организации «Сириус-А» возбуждено уголовное дело по признакам преступления, предусмотренного ч. 3 ст. 238 УК РФ (выполнение работ или оказание услуг, не отвечающих требованиям безопасности, повлекшее по неосторожности смерть двух или более лиц). Уголовное дело было возбуждено также и в отношении должностных лиц учебного заведения по признакам преступления, предусмотренного ч. 2 ст. 293 УК РФ (халатность, то есть ненадлежащее исполнение должностным лицом своих обязанностей, повлекшее по неосторожности смерть человека).
Были арестованы сотрудник частной охранной организации «Сириус-А» Олег Ермолов, который осуществлял охрану учебного корпуса, а также директор охранной фирмы Сергей Андрющенко (до 14 января). 30 сентября 2022 года Благовещенский городской суд приговорил обоих подсудимых к штрафу в 400 тысяч рублей и освободил их от наказания, засчитав им время, проведенное под стражей и под домашним арестом, а также обязал их выплатить в качестве компенсации морального вреда по 20 тысяч рублей троим потерпевшим и 200 тысяч матери погибшего студента.

## Личность стрелка
Стрельбу в колледже открыл 19-летний студент учебного заведения Даниил Викторович Засорин. Родился 12 августа 2000 года, рос в полной семье, состоящей из матери, отчима и младшего брата. По сообщениям знакомых стрелка, Даниил обладал спокойным и взвешенным характером, планировал в будущем стать программистом. Отчим позволил Даниилу купить ружьё, так как намеревался вместе с ним отправиться на охоту.
Согласно сообщению заместителя генпрокурора Игоря Ткачёва сотрудники призывной комиссии в Благовещенске знали о склонности студента к суициду, но согласно действующим инструкциям не могли об этом сообщить в колледж.

## Последствия
Случай стрельбы в образовательном учреждении повторно поднял вопрос о ненадлежащей системе безопасности и о доступе населения к огнестрельном оружию. Случай с расстрелом в Амурском колледже не исключение.
Колледж взяла под охрану ФГУП «Охрана» от Росгвардии. Прозвучали предложения о переводе всех ВУЗов и ССУЗов на ведомственную охрану. Однако позже был заключён договор об оказании охранных услуг с ЧОП "Росбезопасность".
Уволен директор колледжа Виктор Петухов с формулировкой: «…За ненадлежащее исполнение своих служебных обязанностей в части организации безопасных условий учебного заведения…». Также по собственному желанию уволился зам. министра образования и науки Приамурья Олег Якутов.
Семьям пострадавших в результате инцидента перечислены компенсации из резервного фонда правительства Амурской области, в общей сумме около 2,5 млн руб.
19 ноября 2019 года после трагедии во всех образовательных учреждениях региона:
- ужесточен пропускной режим;
- ужесточена охрана учреждений;
- выявлена потребность в дополнительном оборудовании;
- начата подготовка к внедрению системы тьюторства.

Проходят проверки работоспособности систем:
- охранной сигнализации;
- пожарной сигнализации;
- видеонаблюдения;
- оповещения.